# Kevin Gregg
Kevin Marschall Gregg (Corvallis, 20 de junho de 1978) é um beisebolista estadunidense. 
Defendeu o Florida Marlins (2007—2008) e foi contratado pelo Chicago Cubs para a temporada 2009.